# Vailandt Ferenc
Vailandt Ferenc (Székesfehérvár, 1719. június 12. – Székesfehérvár, Belváros, 1801. február 27.) Jezsuita áldozópap és hitszónok.

## Élete
1734. október 18-án Budán lépett a rendbe. Miután felszentelték, a bécsi Theresianum igazgatója volt, majd négy évig német hitszónokként működött Bécsben és Magyarországon. 1762-től házfőnök és lelkész volt Székesfehérvárt, ugyanitt érte a halál 1801-ben.

## Munkája
- Exercitationes tres ludis theatralibus propositae. Cassoviae, 1744